# Nicolás Quijera
Nicolás Quijera Poza, né le 24 juin 1996 à Pampelune, est un athlète espagnol, spécialiste du lancer de javelot.
Il porte son record à 80,21 m à Eugene, le 6 juin 2018.
Il remporte le titre lors des Jeux méditerranéens de 2018.